# (6779) Perrine
(6779) Perrine  es un asteroide perteneciente al cinturón de asteroides, descubierto el 20 de febrero de 1990 por Zdeňka Vávrová desde el Observatorio Kleť, en República Checa.

## Designación y nombre
Perrine se designó inicialmente como 1990 DM1.
Más adelante fue nombrado en honor al astrónomo estadounidense que trabajó en Argentina Charles Dillon Perrine (1867-1951).

## Características orbitales
Perrine orbita a una distancia media del Sol de 2,2562 ua, pudiendo acercarse hasta 2,0125 ua y alejarse hasta 2,5000 ua. Tiene una excentricidad de 0,1080 y una inclinación orbital de 1,8468° grados. Emplea en completar una órbita alrededor del Sol 1237 días.

## Características físicas
Su magnitud absoluta es 14,0. Tiene 4,178 km de diámetro. Su albedo se estima en 0,278.